# Friedrich Nußhag
Friedrich Nußhag (* 24. Oktober 1854 in Waldangelloch; † nicht ermittelt) war ein deutscher Turner, Turnlehrer und -funktionär.

## Leben und Wirken
Nach dem Schulabschluss besuchte er in Karlsruhe das Lehrerseminar, wo er ein Turnschüler von Alfred Maul wurde. Seine erste Anstellung erhielt er als Lehrer in Baden. 1878 wechselte er an die Realschule bei St. Johann nach Straßburg. Dort erteilte er ab 1882 auch Turnunterricht und ab 1885 leitete er die Turnkurse für das Unter-Elsaß. 1899 erfolgte seine Ernennung zum Seminarlehrer.
Er stieg bis zum Gauturnwart, Gauvertreter und Kreisvertreter für das Unter-Elsaß auf und wurde in den Ausschuss des Deutschen Turnerschaft gewählt, wodurch er an der Einführung des Turnunterrichts in Deutschland aktiv beteiligt war. Er förderte das Wettturnen und war maßgeblich an der Ausgestaltung des Deutschen Turnfestes 1898 in Hamburg beteiligt. Danach schied er aus dem Turnausschuss aufgrund vereinsinternen Auseinandersetzungen aus.

## Schriften (Auswahl)
- Leitfaden für den Turnunterricht in den Schulen der männlichen Jugend. Straßburg 1900.